# 丘けい子
丘 けい子（おか けいこ、1947年 - ）は、日本の漫画家。

## 人物来歴
主に短編の古典的少女漫画を手掛けており、1967年に初の短編作品「リエの花びら」へ漫画雑誌『週刊マーガレット』の増刊号で雑誌デビュー。1966年に若木書房から初の単行本「花」で発行されている。

## 作品リスト
- 黒いプリンセス
- ある別れ
- カリブの女海賊
- はばたけ青春!
- 愛と死の青春
- 海をまもる36人の天使
- 銀のよこ笛
- 青春ラプソデイ
- 紅バラの伝説
- エミリアの湖
- いつわりの十字路
- 女王陛下のラブラブ大作戦
- あじさいの詩
- メアリー恋唄
- 紅い稲妻
- ハッピーバースデー
- ばら色のドレス
- 先生をかえして
- 挑戦